# Louis Hayes
Louis Hayes (né en 1937) est un batteur américain de jazz dans la pure tradition du style hard bop. Il a notamment accompagné Horace Silver et Oscar Peterson pendant quelques années mais il est surtout connu pour sa collaboration avec Cannonball Adderley.

## Biographie

### Jeunesse
Louis Hayes grandit à Détroit dans un environnement musical puisque son père est musicien amateur (batterie et piano), un de ses cousins est batteur,. Son père commence par l'initier à la lecture musicale au piano puis à la batterie. Clarence Stamps, son cousin batteur prend la relève de 1948 à 1951 en lui apportant toutes les bases essentielles pour jouer correctement de cet instrument. Le saxophoniste Charlie Parker est à cette période l'une de ses principales influences. Les deux années suivantes il effectue des études à l'école de musique Wurlitzer et il forme en 1951 son premier groupe à seulement 13 ans, se produisant en particulier au club Klein’s Show Bar à Détroit. 
Quatre ans plus tard, à seulement 18 ans il accompagne le saxophoniste Yusef Lateef, une collaboration qui dure près de deux ans. De cette collaboration, Lateef reconnaît l'excellent travail apporté par son batteur ainsi que leur bonne entente mutuelle.

### Carrière musicale
Hayes s'installe à New York en aout 1956 et intègre peu de temps après le nouveau quintet du pianiste Horace Silver en remplacement de Art Taylor, sur les recommandations de trompettiste Donald Byrd et du contrebassiste Doug Watkins. Avec Silver il effectue un tournée en Europe et enregistre cinq albums, son interprétation sur l'album Six Pieces of Silver lui permet notamment de gagner en reconnaissance. La collaboration avec le pianiste s'étale sur plus de deux années. C'est aussi une période durant laquelle Hayes participe à des séances d'enregistrement avec d'autres musiciens en particulier pour le saxophoniste John Coltrane et le pianiste free-jazz Cecil Taylor. Il accompagne le groupe de Silver jusqu'en octobre 1959 lorsque le saxophoniste Cannonball Adderley lui propose davantage d'argent pour rejoindre son nouveau quintet,. Il poursuit son jeu de hard bopper amorcé avec Silver et dans un style davantage soul avec Adderley; ces deux musiciens lui ont laissé la liberté de s'exprimer librement à la batterie une fois le format fixé. Lorsque Hayes achève sa collaboration avec Adderley en 1965, il remplace alors Ed Thigpen dans le trio du pianiste Oscar Peterson. Cette première participation prend fin deux ans plus tard, il rejoindra Peterson à nouveau de 1971 à 1972.
Entre 1967 et 1968, Hayes dirige le groupe de hard bop Jazz Communicators avec le saxophoniste Joe Henderson et le trompettiste Freddie Hubbard. Quelques années plus tard au début des années 1970, il retrouve Hubbard en intégrant pour quelques mois son quintet puis il rejoint Peterson une nouvelle fois. À partir de 1972, Hayes forme son propre quintet et y joue jusque 1975 ; il comprendra entre autres des musiciens comme Woody Shaw et Dexter Gordon. Ensuite il codirige avec le saxophoniste Junior Cook un quintet pendant près de deux ans jusque 1976 avec lequel il effectue une tournée en Europe. Il dirige à nouveau un autre groupe avec Woody Shaw qui prend fin l'année suivante. Quelques sidemen connus ont également participé au groupe de Hayes, en particulier Charles Tolliver, Curtis Fuller et Charles McPherson.

### Fin de Carrière
Dans les années 1980 et 1990, Hayes joue régulièrement en indépendant et enregistre souvent en sideman. En 1983, il codirige cependant un quartet avec le saxophoniste Joe Farrell, une association qui s'achève l'année suivante. En 1985 il effectue une tournée européenne avec le trio formé par le pianiste McCoy Tyner. Après près de 20 ans d'absence en studio d'enregistrement il propose en 1997 l'album Louis at Large, qui reçoit un bon accueil critique. À la fin des années 1990, Hayes dirige à nouveau quelques groupes et participe au Cannonball Adderley Legacy Band, un groupe rendant hommage au saxophoniste. L'album Dreamin’ of Cannonball paraît en 2002.

## Discographie sélective

### En leader
| Enregistrement | Nom de l'album      | Label                |
| -------------- | ------------------- | -------------------- |
| 1960           | Louis Hayes         | Vee Jay Records      |
| 1977           | The Real Thing      | Muse Records         |
| 1989           | Light and Lively    | SteepleChase Records |
| 1989           | Una Max             | SteepleChase Records |
| 1994           | Blue Lou            | SteepleChase Records |
| 1994           | Nightfall           | SteepleChase Records |
| 2000           | Ichi-Ban            | Timeless             |
| 2000           | The Super Quartet   | Timeless             |
| 2009           | The Time Keeper     | Allegro Music        |
| 2017           | Serenade for Horace | Blue Note            |

### En sideman
| Enregistrement | Nom de l'album                                | Leader                                       | Label                  |
| -------------- | --------------------------------------------- | -------------------------------------------- | ---------------------- |
| 1956           | 6 Pieces of Silver                            | Horace Silver                                | Blue Note Records      |
| 1957           | The Cats                                      | John Coltrane, Tommy Flanagan, Kenny Burrell | New Jazz Records       |
| 1957           | Strange Blues                                 | Jackie McLean                                | Prestige Records       |
| 1957           | Jazz Moods                                    | Yusef Lateef                                 | Savoy                  |
| 1957           | Cliff Craft                                   | Clifford Jordan                              | Blue Note Records      |
| 1957           | A Long Drink of the Blues                     | Jackie McLean                                | New Jazz               |
| 1959           | Coltrane Time                                 | John Coltrane                                | United Artists Records |
| 1959           | Finger Poppin' with the Horace Silver Quintet | Horace Silver                                | Blue Note Records      |
| 1959           | Blowin' the Blues Away                        | Horace Silver                                | Blue Note Records      |
| 1960           | The Incredible Jazz Guitar of Wes Montgomery  | Wes Montgomery                               | Riverside Records      |
| 1961           | Lush Life                                     | John Coltrane                                | Prestige Records       |
| 1962           | Nancy Wilson/Cannonball Adderley              | Nancy Wilson                                 | Capitol Records        |
| 1962           | Blue & Sentimental                            | Ike Quebec                                   | Blue Note Records      |
| 1967           | The Kicker                                    | Joe Henderson                                | Milestone Records      |
| 1969           | The Hub of Hubbard                            | Freddie Hubbard                              | MPS Records            |
| 1973           | A Night at Boomer's                           | Cedar Walton                                 | Muse Records           |
| 1977           | Something in Common                           | Sam Jones                                    | Muse Records           |
| 1982           | The History of an Artist                      | Oscar Peterson                               | Pablo Records          |
| 1983           | Conjuration. Fat Tuesday's Session            | Pepper Adams                                 | Reservoir              |